# Rigpa
Ne doit pas être confondu avec Sowa-Rigpa.
Pour les articles homonymes, voir Rigpa (homonymie).
Le terme tibétain rigpa (tibétain : རིག་པ་, Wylie : rig pa ; skt. vidyā) signifie « connaître », ou « être conscient » en tant que verbe. En tant que substantif, il a plusieurs significations distinctes mais reliées, correspondant au sanskrit vidyā: 
- De façon générale, il désigne l'ensemble des expériences consciencielles, ou événements mentaux.
- Il signifie intelligence et aptitude mentale.
- Il est le nom de la connaissance de la connaissance, l'épistémologie[1].
- Il connote une connaissance supérieure, notamment magique ou secrète, et se distingue de jñāna comme science où savoir se distingue de connaissance[2].  En revanche jñāna a des résonances de sagesse ou sapience.
- Finalement, il s'apparente à prajñā, dans sa plus haute signification (paramārtha), équivalente au dharmakāya, manifesté en chacun, et désigne la « pure conscience » en tant qu'intelligence innée de l'esprit dans sa condition de bouddhéité inhérente :

« Les êtres sensibles ne sont jamais séparés de cette inchangeante nature innée, pas même un instant, et pourtant ils ne la voient pas. Tout comme la nature du feu est chaleur, et celle de l'eau, humidité, la nature de notre esprit est rigpa, conscience non-duelle. »

— Tulku Urgyen Rinpoche
Rigpa est le concept-clé de l'atiyoga, l'« au-delà du yoga», qui en transcende la dualité. Cet ensemble de techniques vise à laisser rigpa émerger puis s'épanouir et se stabiliser, plutôt que de laisser un égo réticent à sa propre abolition chercher à lever lui-même les voiles à l'Éveil.

## Pureté et spontanéité
Selon les enseignements de la Grande Perfection (dzogchen; rdzogs pa chen po), autre nom de l'Atiyoga, la conscience naturelle ou intrinsèque (rang rig) a deux aspects principaux:
- la pureté (tib. kadak; wyl. ka dag), perspective dzogchen de la vacuité.  La pureté est particulièrement mise en évidence par l'ensemble des techniques appelées trektchö (tib.: khregs chod), « couper-à-travers » les rigidités du dualisme, où les tensions et fixations se dissolvent d'elles-mêmes, et où l'on intègre la contemplation de l'« état naturel » à la vie quotidienne.
- la spontanéité ou présence spontanée (tib. lhundroup ; wyl. lhun grub), perspective dzogchen de la claire lumière du mahāmudrā. La spontanéité est mise en évidence par les techniques appelées thögal (wyl. thod rgal), « passer-par-dessus le sommet », étant sous-entendu : plutôt que de suivre le long chemin des passes et des cols de montagne. Ceci désigne les pratiques les plus avancées, et secrètes, pour expérimenter les visions épurées de la nature primordiale, et ultimement dissoudre ses éléments grossiers en lumière et accomplir, rare accomplissement, le grand transfert (tib. phowa chenpo ; wyl.  'pho ba chen po) dans le corps d'arc-en-ciel (tib. jalü ; wyl.  'ja lus). Les grands axes du thögal sont la contemplation du ciel en tant qu'espace lumineux, des rayons mêmes du soleil ou d'une autre source, et finalement la retraite dans l'obscurité totale, jusqu'à 49 jours.

### Une voie cachée
Les détails techniques du thögal, plus particulièrement, doivent rester secrets pour éviter les risques de déstabilisation psychologique, et doivent être supervisés et appris d'un lama qualifié. Celui qui en reçoit les enseignements est lié par samaya, l'ensemble des serments envers le maître et la lignée. Cependant la « vue » ou la perspective théorique, ainsi que les approches du trekchö, sont aujourd'hui largement répandues, et librement enseignées.
Auparavant la vue était tenue secrète parce qu'elle s'opposait au tantrisme dominant, mais aussi par crainte de générer une attitude de laisser-aller plutôt que de lâcher-prise, ou de laisser-être (let it be). Ainsi :
L'Éveil a l'espace pour nature,

Et dans l'espace, il n'y a ni effort ni accomplissement,

Quiconque pratique l'effort et l'accomplissement

N'accomplira pas l'Éveil semblable à l'espace.

L'accomplissement à coup d'efforts est déviant et obscurcissant.
Les lamas exposant le dzogchen ne manquent jamais de souligner cet écueil.

## Les aléas de l'esprit
Rigpa, conscience éveillée, claire présence, se distingue de:
- sem, l'esprit ordinaire sujet à l'égarement;
- et de marigpa (tib.: ma rig pa, sansk.: avidyā), l'ignorance dite coémergente, qui dans le contexte dzogchen désigne spécifiquement la stupeur (tib.:rmongs cha) par laquelle la conscience est empêchée de reconnaître sa propre nature, de sorte que rigpa est « réduit » à l'état de sem, l'esprit obscurci, emporté dans le tourbillon du samsara. Cette méconnaissance ou irreconnaissance est en quelque sorte de la « tache originelle » du bouddhisme vajrayāna.

## Rigpa (organisation)
Rigpa est aussi le nom d'un réseau international de centres bouddhistes fondé en 1979 par le lama tibétain Sogyal Rinpoché, auteur du Livre tibétain de la Vie et de la Mort, rédigé sous forme d'introduction générale au bouddhisme tibétain et au dzogchen.
Au fil des années les centres Rigpa ont invité de nombreux maîtres à enseigner, dont Dudjom Rinpoché, Dilgo Khyentse Rinpoché, Sakya Trizin, le  16e karmapa, et parrainés de nombreux enseignements du 14e dalaï lama, dont certaines conférences ont servi à rédiger le livre Dzogchen de ce dernier.